# Nunta Zamfirei
Nunta Zamfirei este o poezie scrisă de George Coșbuc și publicată în Tribuna din Sibiu în anul 1889.